# Surrealistic Pillow
Surrealistic Pillow (Almohada surrealista en español) es el segundo álbum de estudio del grupo estadounidense Jefferson Airplane, publicado en febrero de 1967. La grabación del disco tomó 19 días. El disco no sólo logra el éxito comercial sino que también supone el inicio de la carrera de Grace Slick, el reemplazo de Signe Toly Anderson. 
Las 2 canciones de mayor éxito comercial fueron "White Rabbit" y "Somebody to Love". Es considerado como el álbum clásico de rock psicodélico de una banda estadounidense, "White Rabbit" es considerado como el himno psicodélico, y el álbum es conocido como "El álbum del verano del amor". 
El álbum ocupa el puesto 471 en la lista de los 500 mejores álbumes de todos los tiempos de la revista Rolling Stone, en el 2020.

## Legado
Fue incluido en la lista de los mejores 500 álbumes de todos los tiempos por Rolling Stones en el puesto 146. Sin embargo, en la reedición del 2020, el álbum cayó estrepitosamente al puesto 471.

## Lista de canciones

### Lado A
1. "She Has Funny Cars" (Jorma Kaukonen, Marty Balin) – 3:14
2. "Somebody to Love" (Darby Slick) – 3:00
3. "My Best Friend" (Skip Spence) – 3:04
4. "Today" (Balin, Paul Kantner) – 3:03
5. "Comin' Back to Me" (Balin) – 5:23

### Lado B
1. "3/5 of a Mile in 10 Seconds" (Balin) – 3:45
2. "D.C.B.A.–25" (Kantner) – 2:39
3. "How Do You Feel" (Tom Mastin) – 3:34
4. "Embryonic Journey" (Kaukonen) – 1:55
5. "White Rabbit" (Grace Slick) – 2:32
6. "Plastic Fantastic Lover" (Balin) – 2:39

### Relanzamiento 2003 bonus tracks
1. "In the Morning" (Kaukonen) - 6:21
2. "J.P.P. McStep B. Blues" (Spence) - 2:37
3. "Go to Her" (Kantner, Irving Estes) - 4:02 version two
4. "Come Back Baby" (traditional, arranged Kaukonen) - 2:56
5. "Somebody to Love" (Darby Slick) - 2:58 mono single version
6. "White Rabbit" (Grace Slick) mono single version "D.C.B.A.-25" (instrumental) hidden track - 5:21